# Commandos 3: Destination Berlin
| Сводный рейтинг       | Сводный рейтинг    |
| Агрегатор             | Оценка             |
| --------------------- | ------------------ |
| GameRankings          | 74,74 %            |
| Metacritic            | 72/100 (24 обзора) |
| MobyRank              | 77/100             |
| Иноязычные издания    |                    |
| Издание               | Оценка             |
| AllGame               | [ 5 ]              |
| Eurogamer             | 8/10               |
| GameSpot              | 7,9/10             |
| GameSpy               | [ 8 ]              |
| IGN                   | 8,9/10             |
| Русскоязычные издания |                    |
| Издание               | Оценка             |
| Absolute Games        | 81 %               |
| «Домашний ПК»         | [ 11 ]             |
| «Игромания»           | 8,0/10             |
| Награды               |                    |
| Издание               | Награда            |
| IGN                   | Editors' Choice    |
| ЛКИ                   | Корона журнала     |

Commandos 3: Destination Berlin (рус. Коммандос 3: Пункт назначения — Берлин) — компьютерная игра в жанре RTT от испанского разработчика Pyro Studios и издателя Eidos Interactive. Издана в октябре 2003 года.

## Игровой процесс
Игра является продолжением трёх предыдущих игр из серии Commandos. В ней игроку предстоит, управляя отрядом диверсантов, пройти ряд миссий в ходе Второй мировой войны. Игра близка к предыдущей — Commandos 2: Men of Courage, однако имеет ряд существенных отличий. Ряд игроков[кто?] считает, что они произошли не в лучшую сторону — в частности, в отличие от остальных игр, невозможно осуществлять быстрый выбор оружия с помощью клавиатуры. Коснулись изменения и технической части, и игрового процесса. Сократилась численность отряда — игроку предстоит управлять следующими бойцами:
- Зелёный берет
- Снайпер
- Морпех
- Сапёр
- Шпион
- Вор
- Союзные солдаты

К тому же есть союзники, действующие самостоятельно.

## Нововведения
- Новые типы оружия, которые соответствуют реальным прототипам Второй мировой войны: тяжёлые пулемёты, автоматы, мортиры и артиллерия.
- Система обзора позволяет вращать камеру в любом направлении и масштабировать местность. В итоге игрок может более эффективно расставлять членов отряда.
- Возможность использовать во время прохождения новую боевую технику: мотоциклы, джипы, грузовики и танки.
- Каждый член в отряде обладает специальными навыками: физическая сила, проворство, маскировка, лазанье по сложным преградам и многое другое.
- Возможность играть по сети в различных режимах: захват флага и обычное сражение. При большом количестве игроков можно настроить команды.[14]

## Миссии
Игра разделена на 3 независимых кампании, в каждой из которых несколько миссий.
- Обучение.
  - Базовая тренировка.
  - Расширенная тренировка.
- Сталинград.
  - Убейте вражеского снайпера.
  - Защитите генерала О’Доннела.
  - Нейтрализуйте предателя.
- Центральная Европа.
  - Проникните на станцию.
  - Проникните в поезд.
  - Остановите минирование путей.
  - Доберитесь до двигателя.
  - Захватите город.
  - Устройте засаду на конвой.
- Нормандия.
  - Ослабьте подкрепления нацистов.
  - Уничтожьте корабли.
  - Штурм берега.